# Jorge Montemarani
Jorge Alberto Montemarani (* 1. Januar 1946) ist ein ehemaliger argentinischer Fußballspieler.

## Sportlicher Werdegang
Montemarani spielte in den 1960er Jahren für River Plate, wo der Stürmer unter Trainer Ángel Labruna Ergänzungsspieler war. Anfang 1969 wechselte er zunächst zu Ferro Carril Oeste und zog Ende März des Jahres zum CA Tigre weiter.
1971 wechselte Montemarani zum türkischen Klub Vefa Istanbul. Mit diesem erreichte er im türkischen Pokalwettbewerb 1972/73 das Halbfinale gegen den späteren Titelträger Galatasaray Istanbul, in dem die Mannschaft nach einer 1:2-Heimniederlage und einem 0:0-Remis im Rückspiel ausschied. Bis dato hatte der argentinische Offensivspieler sieben Treffer erzielt, so dass er sich an die Spitze der Wettbewerbstorschützenliste setzte. 1974 stieg er mit dem Klub aus der höchsten Spielklasse ab, daraufhin wechselte er innerhalb des europäischen Fußballs nach Spanien zum Zweitligisten CE Sabadell. Am Ende der Spielzeit 1974/75 verpasste er auch hier den Klassenerhalt. Der weitere Karriereweg – z. B. inwiefern er beim Klub blieb oder ggf. in sein Heimatland zurückkehrte – ist aus der aktuellen Datenlage nicht ersichtlich.